# Crataegus nitida
Crataegus nitida är en rosväxtart som först beskrevs av Georg George Engelmann, och fick sitt nu gällande namn av Charles Sprague Sargent. Crataegus nitida ingår i Hagtornssläktet som ingår i familjen rosväxter. Inga underarter finns listade i Catalogue of Life.